# Neogryllopsis
Neogryllopsis is een geslacht van rechtvleugeligen uit de familie krekels (Gryllidae). De wetenschappelijke naam van dit geslacht is voor het eerst geldig gepubliceerd in 1983 door Otte.

## Soorten
Het geslacht Neogryllopsis omvat de volgende soorten:
- Neogryllopsis africanus Otte, Toms & Cade, 1988
- Neogryllopsis capricornis Otte, Toms & Cade, 1988
- Neogryllopsis ghanzicus Otte, Toms & Cade, 1988
- Neogryllopsis jordani Otte, Toms & Cade, 1988
- Neogryllopsis kuhlgatzi Karny, 1910
- Neogryllopsis limpopensis Otte, Toms & Cade, 1988
- Neogryllopsis messinae Otte, Toms & Cade, 1988
- Neogryllopsis mirus Otte, Toms & Cade, 1988
- Neogryllopsis nyandanus Otte, Toms & Cade, 1988
- Neogryllopsis ohopohoi Otte, Toms & Cade, 1988
- Neogryllopsis orpeni Otte, Toms & Cade, 1988
- Neogryllopsis pundae Otte, Toms & Cade, 1988
- Neogryllopsis sabianus Otte, Toms & Cade, 1988
- Neogryllopsis satarae Otte, Toms & Cade, 1988
- Neogryllopsis skukuzae Otte, Toms & Cade, 1988
- Neogryllopsis storozhenkoi Gorochov, 1988
- Neogryllopsis transversalis Otte, 1983
- Neogryllopsis tshokwane Otte, 1983
- Neogryllopsis zimbabwensis Otte, 1983
- Neogryllopsis zomba Otte, 1983